# Ochotniczy Legion Hinduski

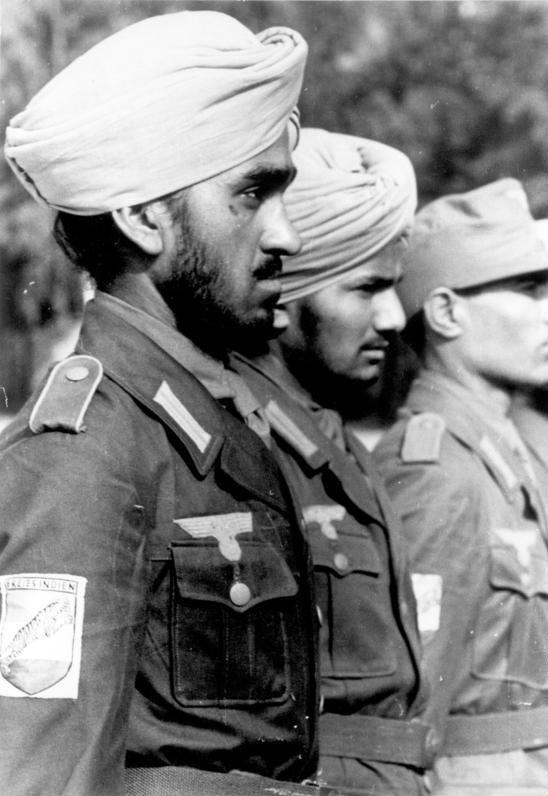
Żołnierze Ochotniczego Legionu Hinduskiego

Ochotniczy Legion Hinduski (niem. Indische Freiwilligen-Legion der Waffen-SS) – hinduska kolaboracyjna formacja zbrojna w służbie Niemiec podczas II wojny światowej.

## Historia
Utworzenie Legionu wiąże się z działalnością hinduskiego nacjonalisty Subhasa Chandry Bose, który na początku 1942 r. spotkał się z Adolfem Hitlerem. Uzyskał od niego zgodę m.in. na przeprowadzenie rekrutacji wśród hinduskich jeńców wojennych, wziętych do niewoli w wyniku walk w północnej Afryce i Europie. W tym celu udał się do obozu jenieckiego w Annaburg, gdzie udało mu się zwerbować ok. 6 tys. ochotników. Zostali oni następnie wysłani przez Niemców do obozu szkoleniowego we Frankenburgu. Spośród nich ok. 300 zakwalifikowano do dalszego przeszkolenia i przeniesiono do specjalnego obozu pod Dreznem, gdzie dostali niemieckie mundury. Subhas Chandra Bose otrzymał gwarancje, że Hindusi zostaną odseparowani od innych narodowości, traktowani na równi z niemieckimi oddziałami (pod względem żołdu i wyposażenia) oraz nie będą nigdy zmuszani do walki poza Indiami. 26 sierpnia 1942 r. został oficjalnie powołany Legion „Wolnych Indii” przy Armii Niemieckiej. Liczba hinduskich rekrutów szybko rosła, osiągając na początku 1943 r. ok. 2 tys. ludzi. W połowie roku Niemcy nazwali Legion 950. Pułkiem Piechoty (hinduskim), na czele którego stanął niemiecki oficer Oberstleutnant Kurt Krappe. Składał się on w 2/3 z muzułmanów i 1/3 wyznawców hinduizmu. Służyli w nim niemieccy oficerowie, a używanym językiem był angielski. Pułk w sile ok. 2600 ludzi został dołączony do 404. Dywizji Piechoty i skierowany do prowincji Zeeland w Holandii, gdzie stacjonował do początku września 1943 r. 17 września Niemcy przenieśli go na wybrzeże francuskie do St. Andre de Cubzac. W czerwcu 1944 r. przeszedł nad Zatokę Biskajską w rejon Bordeaux do służby wartowniczej na Wale Atlantyckim. 8 sierpnia włączono go do Waffen-SS jako Ochotniczy Legion Hinduski Waffen-SS pod dowództwem SS-Oberführera Heinza Bertlinga. Bardzo szybko jednak na jego czele ponownie stanął Oberstleutnant K. Krappe. Po lądowaniu aliantów w Normandii i szybkich postępach ich wojsk dowództwo niemieckie postanowiło ewakuować Legion do Niemiec. Podczas marszu z Lacanau do Poitiers Hindusi byli atakowani przez francuski ruch oporu. W miejscowości Dun nad Kanałem Berry natknęli się na wojska francuskie i w wyniku ciężkich walk ponieśli pierwsze straty w zabitych. Dalsza ewakuacja prowadziła przez Colmar w Alzacji do Oberhoffen-sur-Moder koło Hagenau. Ostatecznie Legion został zakwaterowany na pustym poligonie wojskowym Heuberg, gdzie pozostawał do końca marca 1945 r. Żołnierze hinduscy nie przyzwyczajeni do takich warunków, przemarznięci i rozczarowani nie mieli już chęci do walki. Widząc nadciągającą klęskę III Rzeszy, podjęli próbę przedostania się do Szwajcarii. Przemarsz przez Alpy nie powiódł się jednak i ostatecznie dostali się do niewoli amerykańskiej i francuskiej. Przed przekazaniem ich Brytyjczykom, pewna liczba Hindusów została rozstrzelana przez żołnierzy francuskich. Okrętami zostali następnie przewiezieni do Indii, gdzie byli sądzeni za zdradę.

## Podział organizacyjny
- I batalion (kompanie piechoty nr 1 – 4)
- II batalion (kompanie piechoty nr 5 – 8)
- III batalion (kompanie piechoty nr 9 – 12)
- 13 kompania wsparcia piechoty (lekkie działa polowe)
- 14 kompania przeciwpancerna (działka ppanc.)
- 15 kompania saperów
- kompania honorowa
- szpital polowy

## Odznaki
Żołnierze Legionu nosili mundury tropikalne Wehrmachtu uzupełnione w przypadku Sikhów o regionalne nakrycie głowy (turban), z naszywką naramienną przedstawiającą skaczącego tygrysa na tle poziomych pasów w kolorach indyjskiej flagi – pomarańczowym, białym i zielonym, z hasłem „Freies Indien”. Na prawej patce mieli nosić naszywkę z głową tygrysa, ale w związku z rozwiązaniem jednostki nie doszło do tego. Sztandar jednostki przedstawiał skaczącego tygrysa na tle barw narodowych Indii z hasłem „AZAD HIND”.